# 星野有亮
星野 有亮（ほしの　ゆうすけ、1992年5月12日 - ）は、東京都出身の元サッカー選手。ポジションはMF。

## 来歴
専修大学から2015年にJリーグのツエーゲン金沢に加入した。
2015年は出場機会を与えられたが、2016年シーズンも飛躍が期待されたが
同年4月29日、清水エスパルス戦で右外側楔状骨疲労骨折の負傷、全治4週間-6週間。同年、9月12日の練習試合で右足第五中足骨骨折の負傷、全治約3か月というアクシデントに見舞われ続けた。
2017年は出場機会もなく、シーズン末をもって金沢から契約期間満了の通告を受け。
同年12月に行われたJリーグ合同トライアウトに出場を経て、ガイナーレ鳥取への移籍が発表された。
2019年シーズン終了後、契約満了で鳥取を退団。その後、現役引退を発表。

## 所属クラブ
- 柏レイソルU-15[1]
- 静岡学園高等学校[1]
- 専修大学
- 2015年 - 2017年  ツエーゲン金沢
- 2018年 - 2019年  ガイナーレ鳥取

## 個人成績
| 国内大会個人成績 | 国内大会個人成績 | 国内大会個人成績 | 国内大会個人成績 | 国内大会個人成績 | 国内大会個人成績 | 国内大会個人成績 | 国内大会個人成績 | 国内大会個人成績 | 国内大会個人成績 | 国内大会個人成績 | 国内大会個人成績 |
| 年度             | クラブ           | 背番号           | リーグ           | リーグ戦         | リーグ戦         | リーグ杯         | リーグ杯         | オープン杯       | オープン杯       | 期間通算         | 期間通算         |
| 年度             | クラブ           | 背番号           | リーグ           | 出場             | 得点             | 出場             | 得点             | 出場             | 得点             | 出場             | 得点             |
| 日本             | 日本             | 日本             | 日本             | リーグ戦         | リーグ戦         | リーグ杯         | リーグ杯         | 天皇杯           | 天皇杯           | 期間通算         | 期間通算         |
| ---------------- | ---------------- | ---------------- | ---------------- | ---------------- | ---------------- | ---------------- | ---------------- | ---------------- | ---------------- | ---------------- | ---------------- |
| 2015             | 金沢             | 25               | J2               | 17               | 1                | -                | -                | 1                | 0                | 18               | 1                |
| 2016             | 金沢             | 25               | J2               | 8                | 0                | -                | -                | 1                | 0                | 9                | 0                |
| 2017             | 金沢             | 25               | J2               | 0                | 0                | -                | -                | 0                | 0                | 0                | 0                |
| 2018             | 鳥取             | 16               | J3               | 27               | 0                | -                | -                | 2                | 0                | 29               | 0                |
| 2019             | 鳥取             | 16               | J3               | 25               | 0                | -                | -                | 2                | 0                | 27               | 0                |
| 通算             | 日本             | 日本             | J2               | 25               | 1                | -                | -                | 2                | 0                | 27               | 1                |
| 通算             | 日本             | 日本             | J3               | 52               | 0                | -                | -                | 4                | 0                | 56               | 0                |
| 総通算           | 総通算           | 総通算           | 総通算           | 77               | 1                | 0                | 0                | 6                | 0                | 83               | 1                |

- Jリーグ初出場：2015年4月1日　J2第5節 愛媛FC戦（石川西部）
- Jリーグ初出場：2015年11月8日 J2第40節 セレッソ大阪戦（石川西部）

## 選抜歴
- 2010年：第89回全国高校選手権優秀選手[1]
- 2012年：デンソーカップチャレンジ関東選抜B[1]
- 2013年：デンソーカップチャレンジ関東選抜A[1]